# نامه‌های باد
نامه‌های باد فیلمی به کارگردانی علیرضا امینی و نویسندگی علیرضا امینی، کیوان نخعی ساختهٔ سال ۱۳۸۰ است.
این فیلم در سال ۱۳۸۱ در بیست و یکمین دورهٔ جشنوارهٔ بین‌المللی فیلم فجر به نمایش درآمد و برنده‌ٔ سیمرغ بلورین بهترین اثر هنر و تجربه از این جشنواره شد.

## بازیگران
- محمدتقی هاشمی
- فرامرز هاشم زاده